# إدارة اقتناء عميل
إدارة اقتناء العملاء هي مجموعة من المنهجيات والنظم اللازمة لإدارة توقعات واستفسارات العملاء والتي يتم إعدادها بواسطة مجموعة من تقنيات التسويق. ويمكن اعتبارها حلقة الوصل بين الإعلان وإدارة علاقات العملاء. وهذا الاتصال الهام يسهل اقتناء العملاء المستهدفين بطريقة فعالة.
وتنطوي إدارة اقتناء العملاء على الكثير من أوجه الشبه مع الإدارة الرئيسية. وعلى الرغم من عدم ذكره في بعض الأحيان في تعريفات الإدارة الرئيسية، إلا أنه دائمًا ما يتم إدراج نظام الإبلاغ ذي الحلقة التكرارية المغلقة في إدارة اقتناء العملاء. وعادة ما يسمح نظام الإبلاغ هذا للمؤسسة بقياس فاعلية نتائج الأنشطة الترويجية المختلفة. وهذا من شأنه أن يتيح للمؤسسات تحقيق تحسن مستمر في كل من الأنشطة الترويجية وأنظمة اقتناء العملاء.
وغالبًا ما تتضمن إدارة اقتناء العملاء أيضًا الاستجابة الأصلية للتوقع بعد استعلامه مباشرة. ويمكن أن تأتي هذه الاستجابة في أشكال كثيرة - رسالة وكتيب إنجاز مخصصة أو استجابة عبر رسالة بريد إلكتروني أو مكالمة هاتفية. وفي كل حالة يتم استهداف الاستجابة الأولية لتعزيز فائدة التوقع وتبسيط حاجة المبيعات الأولية لقناة المبيعات.
ومثل الإدارة الرئيسية، تُنشئ إدارة اقتناء العملاء بنية منظمة لإدارة كميات كبيرة من استفسارات العملاء أو المبادرات. ويجب أن تكون البنية قادرة على تنظيم مبادرات عديدة في مختلف مراحل عملية المبيعات، عبر قوة بيع موزعة. ومن أجل فهم هذه العملية، من المفيد دراسة عملية تدفق رئيسية خطية مبسطة مثل العملية التالية:
- الإعلان وإدارة علاقات العملاء
- استفسار أو استجابة العملاء
- تلقي الاستفسار
- ترشيح الاستفسار
- تصنيف المبادرات وتحديد أولوياتها
- توزيع المبادرات
- الاتصال بالمبيعات
- رعاية المبادرات أو الاحتفاظ بها
- نتيجة المبيعات
- تحليل فاعلية الترويج

ويمكن أن تصبح عملية التدفق الرئيسية بالغة التعقيد مع بدء العملاء ومتخصصي المبيعات في التفاعل. ويمكن لهذه التفاعلات المختلفة والإجراءات اللاحقة أن تخلق مجموعة من السيناريوهات ذات النتائج الإيجابية والنتائج العكسية على حد سواء. هذا العدد الهائل من السيناريوهات يمكن أن يوفر العديد من الفرص لإساءة إدارة المبادرات على نحو ما مثل الحد من قيمتها. وإدارة هذه السيناريوهات هي وظيفة الإدارة الرئيسية.
ومن خلال خلق طرق وعمليات لتتبع مقاييس الاقتناء الرئيسية، يمكن للمؤسسات الحصول على صورة أكثر دقة للحركة والعملاء الجدد الذين تنتج عنهم كل قناة.